# Trox cambeforti
Trox cambeforti is een keversoort uit de familie beenderknagers (Trogidae). De wetenschappelijke naam van de soort is voor het eerst geldig gepubliceerd in 1985 door Pittino.